# Herman van Bergen (graaf van Bergen)
Herman van Bergen (- 27 mei 1050) zoon en opvolger van Reinier V van Bergen, was graaf van Bergen en markgraaf van Valenciennes. In 1040 huwde hij met Richilde van Henegouwen, hun kinderen waren:
- Rogier († 1093)
- Gertrude, toegetreden tot de Orde van Sint-Benedictus

Hij kwam omstreeks 1049 in het bezit van de mark Valencijn (zie Reinier III van Henegouwen). De Brusselse historicus Vanderkindere heeft de theorie gelanceerd dat de mark geruild werd met een deel van het markgraafschap Ename in een verdrag met graaf Boudewijn V van Vlaanderen. Contemporaine bronnen wijzen er evenwel op dat Boudewijn V de mark werd afgenomen wegens zijn opstand tegen keizer Hendrik III van het Heilige Roomse Rijk (1045). Omstreeks 1049 zou Herman dankzij erfrechten van zijn echtgenote Richilde de mark Valencijn als rijksleen hebben verworven (Bron: Chronicon Hannoniense).
Zijn weduwe Richildis van Egisheim liet de twee kinderen uit haar huwelijk met Herman van Bergen, Rogier en Gertrude, uitsluiten van de erfopvolging, dit ten voordele van haar tweede echtgenoot Boudewijn VI van Vlaanderen (1051). Hierdoor konden diens zonen Arnulf en Boudewijn later opvolgen in het graafschap Henegouwen.
Het graafschap Henegouwen komt pas tot stand onder het bestuur van gravin Richilde, namelijk als refeodatie in 1071 van drie territoria: het graafschap Bergen, het zuidelijk deel van de Brabantgouw en de mark Valencijn.

## Voorouders
| Voorouders van Herman van Bergen | Voorouders van Herman van Bergen                                    | Voorouders van Herman van Bergen                                    | Voorouders van Herman van Bergen                             | Voorouders van Herman van Bergen                             | Voorouders van Herman van Bergen                                     | Voorouders van Herman van Bergen                                     | Voorouders van Herman van Bergen                 | Voorouders van Herman van Bergen                 |
| -------------------------------- | ------------------------------------------------------------------- | ------------------------------------------------------------------- | ------------------------------------------------------------ | ------------------------------------------------------------ | -------------------------------------------------------------------- | -------------------------------------------------------------------- | ------------------------------------------------ | ------------------------------------------------ |
| Overgrootouders                  | Reinier III van Henegouwen (±920–973) ∞ Adela van Leuven (±929–961) | Reinier III van Henegouwen (±920–973) ∞ Adela van Leuven (±929–961) | Hugo Capet (940-996) ∞ 968 Adelheid van Poitiers (±950–1004) | Hugo Capet (940-996) ∞ 968 Adelheid van Poitiers (±950–1004) | Godfried van Verdun (±930–1002) ∞ 963 Mathilde van Saksen (942-1008) | Godfried van Verdun (±930–1002) ∞ 963 Mathilde van Saksen (942-1008) | ? (-) ∞ > (-)                                    | ? (-) ∞ > (-)                                    |
| Grootouders                      | Reinier IV (±947–1013) ∞ Hedwig Capet (±970–1013)                   | Reinier IV (±947–1013) ∞ Hedwig Capet (±970–1013)                   | Reinier IV (±947–1013) ∞ Hedwig Capet (±970–1013)            | Reinier IV (±947–1013) ∞ Hedwig Capet (±970–1013)            | Herman van Verdun (-1029) ∞ Mathilde...? (–)                         | Herman van Verdun (-1029) ∞ Mathilde...? (–)                         | Herman van Verdun (-1029) ∞ Mathilde...? (–)     | Herman van Verdun (-1029) ∞ Mathilde...? (–)     |
| Ouders                           | Reinier V (-1039?) ∞ 1028 Mathilde van Ename (-)                    | Reinier V (-1039?) ∞ 1028 Mathilde van Ename (-)                    | Reinier V (-1039?) ∞ 1028 Mathilde van Ename (-)             | Reinier V (-1039?) ∞ 1028 Mathilde van Ename (-)             | Reinier V (-1039?) ∞ 1028 Mathilde van Ename (-)                     | Reinier V (-1039?) ∞ 1028 Mathilde van Ename (-)                     | Reinier V (-1039?) ∞ 1028 Mathilde van Ename (-) | Reinier V (-1039?) ∞ 1028 Mathilde van Ename (-) |
| Herman van Bergen (-1051)        |                                                                     |                                                                     |                                                              |                                                              |                                                                      |                                                                      |                                                  |                                                  |